# Росбах-фор-дер-Хёэ
Росбах-фор-дер-Хёэ (нем. Rosbach vor der Höhe) — город в Германии, в земле Гессен. Подчинён административному округу Дармштадт. Входит в состав района Веттерау.  Население составляет 12 253 человека (на 31 декабря 2010 года). Занимает площадь 45,33 км². Официальный код — 06 4 40 023.
Город подразделяется на 3 городских района.

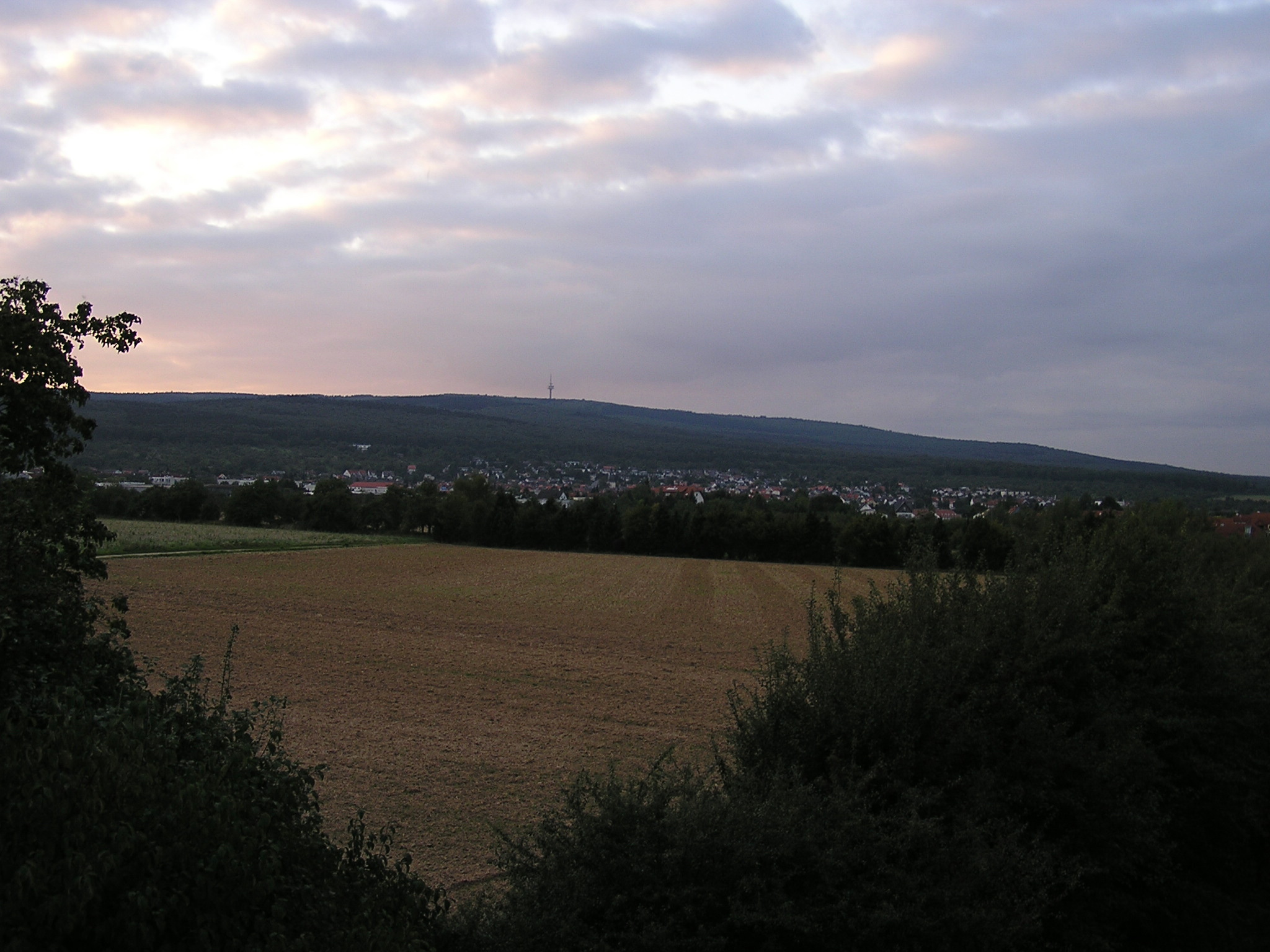
Росбах-фор-дер-Хёэ

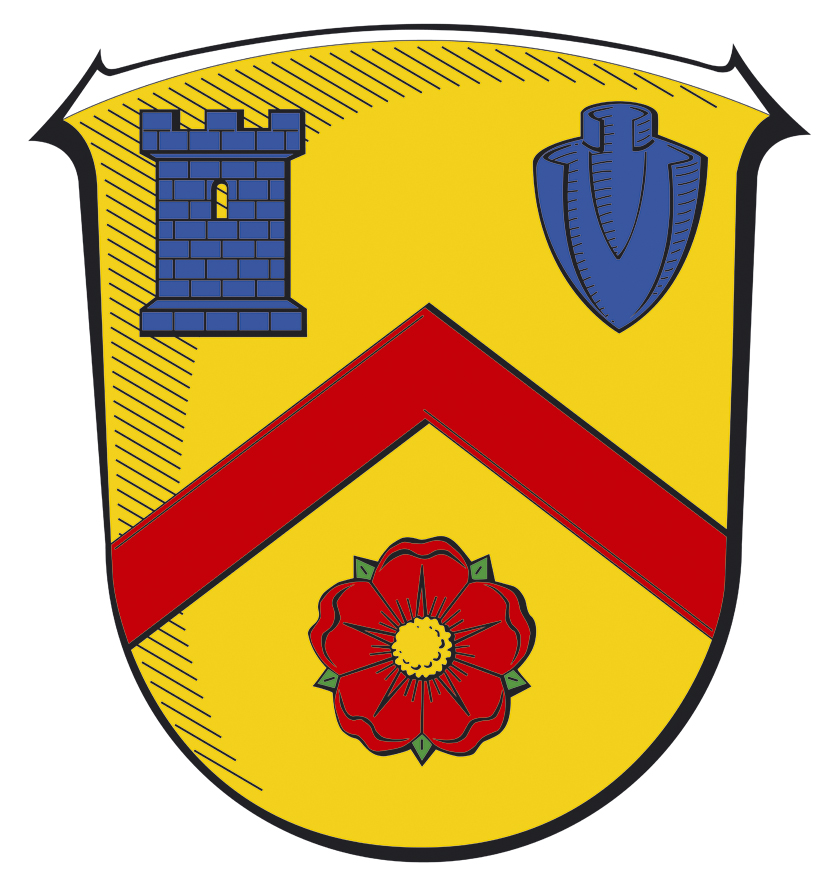
Росбах-фор-дер-Хёэ